# Marea mahmureală
Marea mahmureală (titlu original: The Hangover) este un film american de comedie din 2009 regizat de Todd Phillips.  Rolurile principale au fost interpretate de actorii Ed Helms, Zach Galifianakis și Bradley Cooper. Scenariul este scris de Jon Lucas și Scott Moore.

## Prezentare
Cu două zile înainte de nuntă, Doug Billings, un burlac petrecăreț, dar atent, călătorește la Las Vegas împreună cu cei mai buni prieteni ai săi Phil Wenneck, un profesor sarcastic de școala primară, și Stu Price, un medic stomatolog temător. Îl aduce și pe Alan Garner, viitorul său cumnat care este imatur și excentric. Sid, tatăl logodnicei sale, Tracy, îi permite lui Doug să conducă un Mercedes-Benz W111 de epocă din Los Angeles până la Las Vegas. Ei închiriază un apartament penthouse la hotelul/cazinoul Caesars Palace și sărbătoresc furișându-se pe acoperișul hotelului unde beau Jägermeister. A doua zi, Phil, Stu și Alan se trezesc și descoperă că nu au nicio amintire despre noaptea precedentă. Doug nu este nicăieri, dintele lui Stu lipsește, apartamentul este un dezastru, un tigru bengalez este în baie și un bebeluș într-un dulap. Ei văd salteaua lui Doug aruncată pe o statuie de afară și când cer să li se aducă mașina (Mercedesul), valetul le aduce o mașină de poliție LVPD.
Cei trei încearcă să facă reconstituirea a ceea ce s-a întâmplat, găsesc pe mâna lui Phil dovada că a fost internat, se duc la spital, unde descoperă că au fost drogați cu Rohypnol, ceea ce le-a provocat pierderea memoriei. De la medic cei trei află  că au venit la spital de la o capelă în noaptea precedentă. La capelă, ei află că Stu s-a căsătorit cu o damă de companie pe nume Jade, în ciuda faptului că este într-o relație de lungă durată cu iubita lui dominatoare, Melissa, care l-a înșelat. În afara capelei, sunt atacați de gangsteri care cer să știe unde este „el”. Nedumeriți, ei fug și o caută pe Jade, mama copilului.
Apoi sunt arestați de polițiști pentru că au furat mașina de poliție. După ce li s-a spus că Mercedes-ul a fost confiscat, cei trei sunt eliberați când se oferă, fără să vrea, să fie ținte pentru o demonstrație cu  pistolul cu electroșocuri. În timp ce conduc Mercedesul, ei descoperă în portbagaj un chinez gol pe nume Leslie Chow, care îl bate pe cei trei cu o rangă și fuge. Alan mărturisește că el este cel care le-a pus droguri în băutură pe acoperișul hotelului pentru a se asigura că au o noapte bună, crezând că drogul este ecstasy.
Când se întorc în apartamentul lor, îl găsesc pe Mike Tyson, care îl lasă pe Alan inconștient și le ordonă să-i aducă acasă tigrul, la conacul său. Stu droghează tigrul, îl urcă în Mercedes și conduc spre conacul lui Tyson. Cu toate acestea, tigrul se trezește la jumătatea drumului și îi atacă, zgâriindu-l pe Phil pe gât și stricând interiorului mașinii. Ei împing mașina până la conac și îi livrează cu succes tigrul lui Tyson, care le arată imagini de la camera de securitate care arată că nu l-au pierdut pe Doug până s-au întors la hotel. În timp ce conduc înapoi, mașina lor este lovită de un Cadillac Escalade negru condus de gangsterii de la capelă și de Chow, care este șeful lor. Chow îi acuză că l-au răpit și că i-au furat 80.000 de dolari în jetoane de poker. Pe măsură ce ei neagă, el le spune că îl are ostatic pe Doug și amenință că îl va ucide dacă nu i se dau banii înapoi. Incapabil să găsească jetoanele lui Chow, Alan, cu ajutorul lui Stu și Jade, își folosește cunoștințele de numărare a cărților pentru a câștiga 82.400$ la blackjack.
A doua zi, se întâlnesc cu Chow în deșertul Mojave pentru a schimba jetoanele contra lui Doug, doar pentru a descoperi că este un alt Doug, un traficant de droguri de culoare care i-a vândut droguri lui Alan în noaptea precedentă. Având în vedere că nunta adevăratului Doug va avea loc peste cinci ore, Phil o sună pe Tracy pentru a-i spune că nu-l găsesc. În același timp, remarcile celuilalt Doug că cineva care se droghează este mai probabil să ajungă pe podea decât pe acoperiș îl fac pe Stu să realizeze brusc unde este Doug (pe acoperișul hotelului).
Ei călătoresc înapoi la Caesars Palace unde îl găsesc pe Doug buimac și ars de soare pe acoperiș. Cei trei l-au mutat acolo, cu saltea, noaptea precedentă, ca o glumă, dar au uitat de el; Doug a aruncat apoi salteaua pe statuie în încercarea de a cere ajutor. Înainte de a pleca, Stu aranjează să se întâlnească cu Jade săptămâna următoare la o cină. Fără nici un avion disponibil, cei patru merg acasă cu Mercedesul stricat. În ciuda sosirii lor târzii, Doug și Tracy se căsătoresc. La nuntă, Stu ia atitudine în cele din urmă și se desparte de Melissa. Alan găsește camera digitală a lui Stu care conține fotografii cu desfrânarea din noaptea din Las Vegas, iar cei patru sunt de acord să se uite la imagini înainte de a le șterge.

## Distribuție
- Bradley Cooper: Phil Wenneck
- Ed Helms: Dr. Stuart „Stu“ Price
- Zach Galifianakis: Alan Garner
- Justin Bartha: Doug Billings
- Heather Graham: Jade
- Sasha Barrese: Tracy Garner
- Rachael Harris: Melissa
- Jeffrey Tambor: Sid
- Ken Jeong: Mr. Leslie Chow
- Mike Tyson: Rolul său
- Mike Epps: Black Doug
- Jernard Burks: Leonard
- Rob Riggle: Officer Franklin
- Cleo King: Officer Garden
- Bryan Callen: Eddie
- Matt Walsh: Dr. Valsh
- Murray Gershenz: Felix
- Ian Anthony Dale: Mr. Chows Gefolgsmann

## Lansare și primire
A avut încasări de 30 milioane $.
Marea mahmureală a avut în parte recenzii pozitive:
- Rotten Tomatoes - 78%[16]
- Metacritic - 73%[17]
- Roger Ebert - 4,5 stele din 5[18]